# 曽都区
曽都区（そうと-く）は中華人民共和国湖北省随州市に位置する市轄区。

## 地理
曽都区は湖北省北西部の江漢平原北端、武漢市と襄陽市の中間に位置している。南は宜城市及び鍾祥市・安陸市・京山市の4市と、北は河南省桐柏県と接している。

## 歴史
曽都の歴史は古く、夏朝の始祖である炎帝神農の出生地とされることから中国での農耕文化の発祥地といわれる。「曽」の名称は殷墟から出土した甲骨文に「左比曽」、また安州六器の中にも「王令中先省南国、串貫行、在曽」と記載されるなど殷代にはすでに使用されていた。
夏殷代は厲国（頼とも）が、周代には厲、随（曽とも）、唐の3国が位置していた。前569年、楚により厲が、前505年には唐、戦国末には随が滅亡し、随県が設置され、秦漢代に継承されている。
288年（太康9年）、西晋はこの地に随国を設置、469年（泰始5年）には随県から随郡に昇格、535年（大統元年）には西魏により随州に改編され、清末まで随州の名称が使用された。
1912年（民国元年）、中華民国が建国されると州制廃止に伴い随州は随県と改称、その県公署が曽都地区に設置された。
1949年、中華人民共和国が成立すると曽都地区には随県及び洪山県が設置され、それぞれ孝感、襄陽専署の管轄とされた。1955年、洪山県の廃止に伴いその大部分は随県に編入、襄陽専署の管轄とされた。1979年、国務院は県級市の随州市のを設置、1983年には随県が随州市に編入されている。2000年、地級市の随州市と曽都区の設置を決定、県級市としての随州市の管轄区域は曽都区と改称された。

## 行政区画
- 街道:西城街道、東城街道、南郊街道、北郊街道、城南新区街道、溳水街道

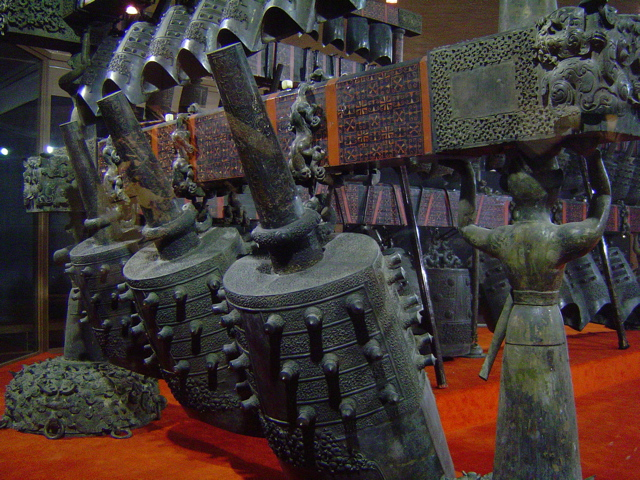
曾侯乙墓で発掘された編鐘（武漢市・湖北省博物館所蔵）

- 鎮:万店鎮、何店鎮、洛陽鎮、府河鎮、淅河鎮
- 曽都経済開発区